# Ромашкан, Пётр

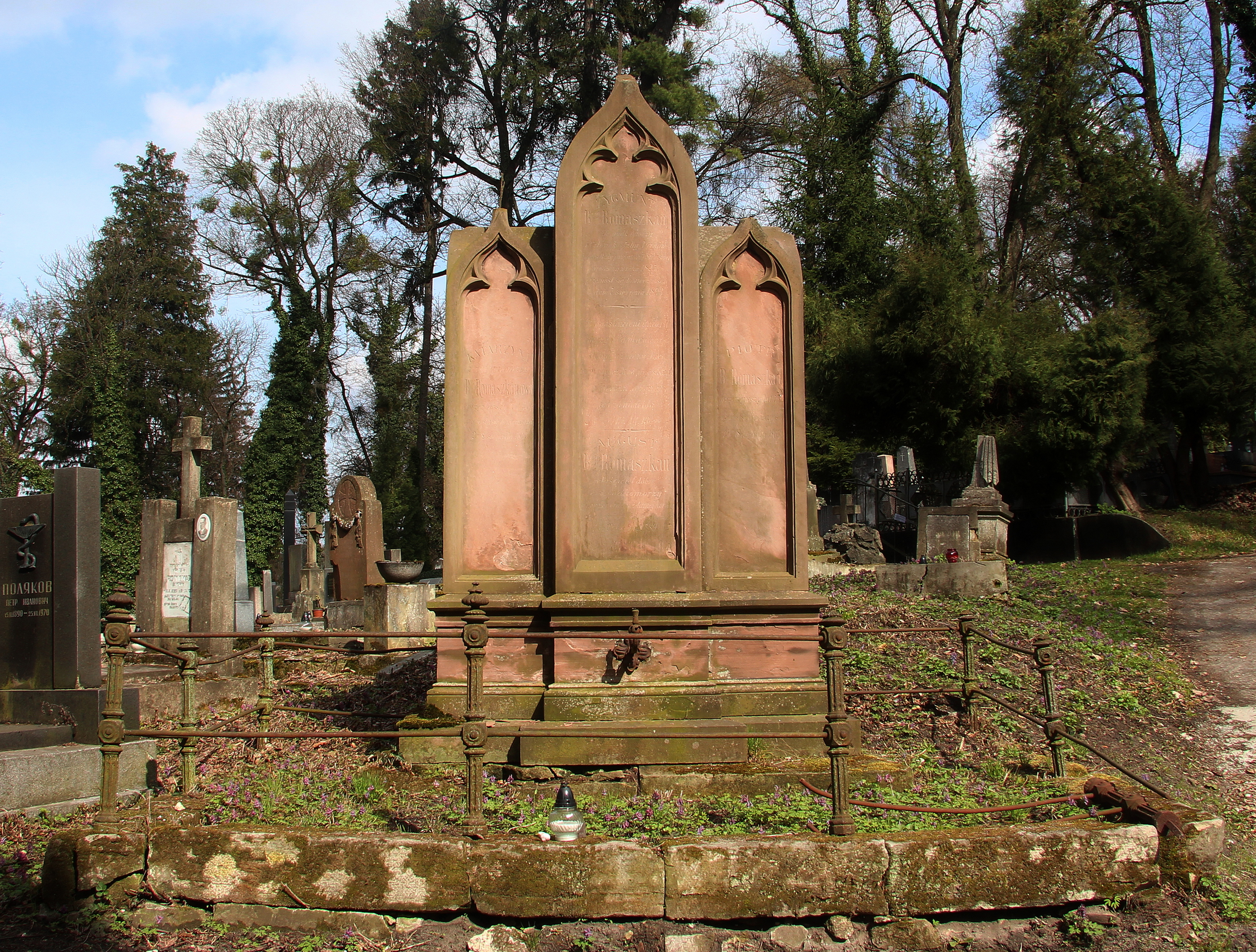
Захоронения семьи Ромашкан во Львове

Барон Петр Павел Ромашкан-Киркорович (пол. Piotr Paweł Romaszkan-Kirkorowicz; 9 сентября 1790, Куты — 19 августа 1863, Львов) — помещик, член Галицийских станов, хозяйственный деятель.

## Биография
Помещик, владелец в 1835—1840 годах имения Ременов в повете Жулкев (он продал их в 1840 году Юзефу Джевецкому), а с 1850 года имения Лашки и Сроки в повете Мосьциски (привезено женой в качестве приданого). В 1836—1854 годах он был владельцем имения Угерско в повете Стрый, который он передал своему сыну Зигмунту в 1855 году. В 1844—1859 годах он также владел имением Остапье в Скалатском повете, которую он передал своему второму сыну Августу в 1860 году. Оценщик земельного имущества Народного суда во Львове (1835—1837). В 1846—1850 годах член Галицкого фермерского общества. Активист и член комитета ГТГ (31 января 1846 — 31 января 1848).
Член (из дворянства с 1859 баронов) Галицких станов (1836—1861). В 1857—1862 годах городской голова города Куты. Президент Ссудного общества предпринимателей в Кутах (1857—1863).
Похоронен на Лычаковском кладбище во Львове.

## Награды и знаки отличия
В 1855 году Пётр Ромашкан награжден орденом Железной короны 3 степени. Получил титул барона 22 августа 1857 года (диплом датирован Веной 3 января 1858 года).

## Семья
Родился в армянской помещичьей семье из Молдавии, дворянство которой было подтверждено 8 июля 1789 года. Сын Якуба Ромашкана (1747—1802) и Марии Ромашкан, урожденной Кречуняк (1759—1802). Он женился на Катажине Юзефе, урожденной Болоз-Антоневич (1803 — 2 ноября 1847). У них были дети:
- Каролина Сабина Ромашкан (род. 27 октября 1822), жена Эдуарда Адама Коморовского (1810—1865)
- Зигмунт Ян Пий Ромашкан (5 мая 1825—1893), не женат
- Август Юзеф Мария Ромашкан (9 июня 1827 — 24 июня 1889)[4][11][15][16], не женат.